# コーネリアス・ピケット
コーネリアス・オーガスタス・ピケット（Cornelius Augustus Pickett、1902年12月22日 - 1990年3月22日、Neal Pickettとも）は、アメリカ合衆国の政治家。

## 生い立ち
テキサス州ヒューストンでコーネリアス・D・ピケットとマーガレット・ムーディーズ・ピケットの息子として生まれた。1927年4月18日、マーガレット・ヤーボローと結婚し、マーガレット・アン、パトリシア・ジェーン、ニール・ヤーボローの3人の子供がいた。

## 経歴
1916年、テキサス州ブラゾリアでボーイスカウト隊を組織し、班長を務めた。1927年から1930年まで、マウント・プレザントの商工会議所理事を務めた。1930年から1935年までヒューストン保険取引所秘書部長、1935年から1941年までテキサス州製材協会副会長を務めた。1941年1月から1943年1月までヒューストン市長、さらにアメリカ赤十字社で軍事福祉にも携わった。1946年から1961年まで不動産抵当組合副社長、1961年から1967年まで連邦住宅局理事、1967年から1972年まで深東テキサス開発評議会初代専務理事を務めた。また、ヒューストン地区連邦企業協会、ホジキンリンパ腫記念研究センター、テキサス州及びハリス郡青年民主党などにも関わっていた。